# Wilhelm von Schon (General, 1800)
Karl Wilhelm August von Schon (* 15. Mai 1800 in Warschau; † 30. Juni 1857 in Glogau) war ein preußischer Generalmajor.

## Leben

### Herkunft
Wilhelm war der Sohn des preußischen Generalmajors Karl von Schon (1765–1818) und dessen Ehefrau Juliane, geborene von Donop (1779–1847).

### Militärkarriere
Schon besuchte die Stadtschulen in Warschau und Treptow an der Rega sowie das Gymnasium in Königsberg in der Neumark. Ab Oktober 1812 war er Kadett in Berlin, wurde aber Mitte September 1813 vorzeitig nach Hause geschickt. Er trat am 3. Oktober 1814 als Musketier in das 1. Pommersche Infanterie-Regiment der Preußischen Armee ein und nahm während der Befreiungskriege an den Belagerungen von Maubeuge und Philippeville sowie den Schlachten bei Ligny und Waterloo teil.
Nach dem Krieg avancierte Schon im März 1816 zum Sekondeleutnant und war von Oktober 1818 bis Ende Juli 1821 zur weiteren Ausbildung an die Allgemeine Kriegsschule kommandiert. Nach der Rückkehr zu seinem Regiment fungierte er zunächst als Adjutant des Füsilier-Bataillons, wurde anschließend Regimentsadjutant und in dieser Stellung am 14. Mai 1829 zum Premierleutnant befördert. Ab 30. März 1836 war Schon zunächst als Adjutant der 3. Infanterie-Brigade und dann ein Jahr später in gleicher Eigenschaft zur 3. Division in Stettin kommandiert. Unter Beförderung zum Kapitän wurde er am 18. August 1837 Chef der 7. Kompanie. Daran schloss sich am 30. März 1839 die Versetzung in das 19. Infanterie-Regiment an, bis Schon ein Jahr später als Major zum Kommandeur des I. Bataillons im 4. Landwehr-Regiment in Bartenstein ernannt wurde. Vom 7. April 1842 bis zum 26. März 1847 war er Kommandeur des Landwehr-Bataillons im 33. Infanterie-Regiment und wurde anschließend in das 9. Infanterie-Regiment versetzt. Als Kommandeur des Füsilier-Bataillons nahm Schon 1848 an der Niederschlagung der Straßenkämpfe in Berlin teil. Mitte Oktober 1849 avancierte er zum Oberstleutnant, wurde am 4. Dezember 1849 Kommandeur des 2. Infanterie-(Königs-)Regiments sowie am 19. April 1851 zum Oberst befördert. Sein Regimentschef König Friedrich Wilhelm IV. verlieh Schon am 14. September 1852 das Ritterkreuz des Königlichen Hausordens von Hohenzollern. Am 18. Januar 1855 folgte seine Versetzung als Kommandeur der 18. Infanterie-Brigade nach Glogau. In dieser Stellung wurde er am 27. Februar 1855 à la suite des 2. Infanterie-(Königs-)Regiments gestellt und am 12. Juli 1855 zum Generalmajor befördert. Anlässlich des Ordensfestes erhielt Schon im Januar 1857 den Roten Adlerorden II. Klasse mit Eichenlaub. Er verstarb am 30. Juni 1857 in Ausübung seines Dienstes.

### Familie
Schon verheiratete sich am 8. November 1825 in Klein-Weckow mit Emilie von Ploetz (1802–1880). Aus der Ehe gingen folgende Kinder hervor:
- Eggert Karl August Wilhelm (1827–1911), preußischer Major a. D. ⚭ 17. April 1854 Helene Marschall von Bieberstein (* 1828)
- Karl Josef Albrecht (* 1829), Baurat und Kreisbauinspektor ⚭ 31. Juli 1861 Franziska Klawitter (* 1833)
- Wilhelm Karl Theodor (1830–1923), preußischer Generalmajor ⚭ 18. November 1862 Adelheid Remus (* 1844)
- Hugo Alexander August (1833–1870), preußischer Major ⚭ 9. Mai 1857 Antonie von Wolff (1833–1863) aus dem Hause Möglin
- Karl Wilhelm Rudolf (*/† 1837)
- Helene Juliane Eleonore (* 1841)
- Cäcilie Emma Agnes (* 1843) ⚭ 15. Mai 1883 Hermann von Randow († 1886), Herr auf Kummin
- Julie Eleonore Elisabeth (1845–1872) ⚭ 6. Juli 1866 Rudolf von Brüsewitz